# 斉藤富士夫
斉藤 富士夫（さいとう ふじお、1961年5月21日 - ）は、日本のギャグ漫画家。新潟県白根市（現在の新潟県新潟市南区）出身。新潟県立新潟江南高等学校→法政大学文学部卒業。
1984年、『俺はドラマティック』（マガジンSPECIAL）でデビュー。
1992年、『激烈バカ』のVシネマ『吉本軍団激烈バカ』に出演した。

## 作品リスト
- 激烈バカ（1988年 - 1994年、週刊少年マガジン、全15巻、講談社）
  - 激烈バカX（2008年 - ?年、モバMAN、小学館）
- あたまがビッグバン（1994年 - 1995年、週刊少年マガジン、全2巻、講談社）
- 魂のカルテ（1998年 - ?年、モーニング、全1巻、講談社） - ドクターさいとう名義
- 奇妙なボーダーライン（2001年 - ?年、モーニング、全1巻、講談社）